# Babar, roi des éléphants
Pour plus de détails, voir Fiche technique et Distribution.
Babar, roi des Éléphants est un film franco-canadien d'animation sorti en 1999.

## Synopsis
Le film est une adaptation des livres pour enfant Babar créés en 1931 par Jean de Brunhoff.
Babar un jeune éléphanteau vit dans un troupeau d'éléphants avec sa mère est ses amis Céleste et Arthur. Un jour, il voit sa mère inanimée victime d'un chasseur.
Il s'enfuit dans la ville et fait la connaissance de la vieille dame qui l’accueille dans sa maison et lui apprend les bonnes manières.
Il apprend que le vieux roi est mort et que les choses ne vont pas au mieux au royaume des éléphants. Babar décide de repartir chez lui et va ramener la paix aidé par ses amis.

## Personnages
- Babar
- La mère de Babar
- Céleste
- La vieille dame
- Cornélius
- Arthur
- Zéphyr
- Rataxès

## Fiche technique
- Titre : Babar, roi des Éléphants
- Réalisation : Raymond Jafelice
- Auteur : Jean de Brunhoff, Laurent de Brunhoff
- Scénaristes : Hasmi Giakoumis, Merle-Anne Ridley
- Musique : Greco Casadesus
- Directeur de l'animation: Albert Hanan Kaminski
- Générique VF : Maxime Le Forestier
- Producteurs : Hasmi Giakoumis, Merle-Anne Ridley
- Sociétés de production : Ellipsanime, Nelvana, TMO Loonland Film
- Pays d'origine :  France,  Canada
- Langue : français
- Durée : 80 minutes
- Dates de sortie :
  - Canada 26 février 1999
  - France 28 avril 1999
  - Allemagne 20 mai 1999
- Titres :
  - Allemagne : Babar - König der Elephanten
  - États-Unis : Babar: King of the Elephants

## Distribution

### Voix françaises
- Alexis Pivot : Babar enfant
- Paul Nivet : Arthur enfant
- Emmanuel Curtil : Babar adolescent
- Bernard Bollet : Babar adulte
- Philippe Dumat : Cornélius
- Michel Muller : Marabou
- Anne-Marie Haudebourg : la vieille dame
- Nathalie Régnier : Céleste
- Emmanuel Garijo : Arthur
- Hervé Rey : Zéphyr
- Chantal Macé : Flora
- Isabelle Gazonnois : Mère de Babar, La malédiction
- Régis Reuilhac : Le vendeur
- Franck-Olivier Bonnet : Pamir
- Jean-Jacques Nervest : Rataxès
- Michel Barbey : Philophage
- Jean-Louis Rugarli : Le garçon d'ascenseur
- Raymonde Roland : Mère de Céleste, La girafe
- Michel Clainchy : Le tailleur